# Freya infuscata
Freya infuscata là một loài nhện trong họ Salticidae.
Loài này thuộc chi Freya. Freya infuscata được Frederick Octavius Pickard-Cambridge miêu tả năm 1901.